# Shinsuke Shiotani
Shinsuke Shiotani (Osaka, 11 mei 1970) is een voormalig Japans voetballer.

## Carrière
Shinsuke Shiotani speelde tussen 1993 en 1999 voor Otsuka Pharmaceutical, Kyoto Purple Sanga en Gamba Osaka.